# ШОСО „Мара Мандић” Панчево
ШОСО „Мара Мандић” је школа за основно и средње образовање деце са сметњама у развоју и поред образовања деце у оквиру школе, у процесу инклузивног образовања пружа подршку деци која имају сметње у развоју, а похађају редован систем образовања у Панчеву. Налази се у улици Цара Душана 34. Име је добила по Мари Мандић која се залагала за људска права, због чега је и ухапшена, мучена и обешена у Панчеву 21. јула 1942. године.

## Историјат
Скупштина града Панчево је 27. маја 1966. донела одлуку о формирању школе „Мара Мандић”. Формирана је од неколико помоћних одељења других школа у општини. Отпочела је са радом 1967. године, као самостална установа. Имала је пет одељења и 79 редовних ученика, на чијем раду је ангажовано четири стручна педагога. Услови за рад су били лоши, просторије нису биле прилагођене хендикепираној деци, а наставна средства су била скромна.
Године 1967—1968. школа добија нов објекат, солидно опремљену радионицу за техничко образовање. Године 1972. реализовано је отварање истуреног одељења у Банатском Новом Селу. Године 1975. се отварају истурена одељења у Јабуци и Долову, а 1976. се одељење качаревске школе припаја школи „Мара Мандић”. Године 1977. почиње са радом и усмерено образовање. Године 1985. образовно–васпитним радом су обухваћена и деца са сметњама у развоју предшколског узраста, а 1987. при школи је почео да ради и дневни боравак за умерено ментално ометену и церебрално оштећену децу.
Јуна 2001. године, на новој локацији у граду, почео је са радом и дневни боравак за радно оспособљавање умерено ментално ометене омладине старије од осамнаест година. Сама матична школа образује децу са различитим сметњама, почевши од когнитивних сметњи и недовољно развијених интелектуалних способности, децу са оштећењем вида, оштећењем слуха, моторичким сметњама, укључујући и децу која се крећу у инвалидским колицима и децу са поремећајима из аутистичког спектра.

### Основна школа
Садржи одељење за аутизам, одељење за децу са оштећењем вида, као и два одељења млађег и старијег узраста са вишеструким сметњама. Сви ученици се образују по редовном плану и програму, уз ИОП 2 (индивидуални образовни план). Наставу реализују дефектолози (ологофренолози, тифлолог и сурдопедагог), наставници страних језика, наставник музичке културе и физичког васпитања. Школа има и две медицинске сестре.

### Средња школа
Средња школа образује децу кроз двогодишње и трогодишње оспособљавање. Наставу реализују инжењери, професори и дефектолози. Сви запослени који нису из дефектолошке струке имају завршену дефектолошку оспособљеност.

### Продужени боравак
Продужени боравак је намењен деци од првог до четвртог разреда са обезбеђеном исхраном и комби превозом за децу којима је такав вид превоза неопходан, док остали ученици имају обезбеђену месечну карту. У школи ради и продужени боравак за децу виших разреда. Реализује се кућна настава за децу која нису у могућности да похађају наставу у одељењу услед нарушеног здравственог стања и индивидуална настава коју спроводе логопед, редуктор психомоторике и физиотерапеут.

### Дневни боравак
У оквиру дневног боравка „Невен” постоје развојна група 3—6 година, група корисника старијих од 18 година и група деце са тешким телесним оштећењима. У оквиру сервисног центра се пружа подршка деци која наставу похађају у оквиру редовног система образовања, као и подршку и у виду саветодавног рада родитељима, наставницима и стручним службама редовних школа. Активности реализују дефектолози (два специјална педагога, два логопеда, радни терапеут, физиотерапеут и три медицинске сестре), а запослене чине сервирка и спремачица. Боравак има координатора кога именује директор.

## Догађаји
Школа промовише успехе и радове ученика кроз традицију организовања изложби, најмање два пута годишње, за Ускрс и Нову годину. Поред тога продајне изложбе радова ученика се организују на свим значајнијим манифестацијама као што су: Новогодишњи базар, Сланинијада у Качареву, Пландиштански сајам, продајне изложбе на Зеленоj пијаци поводом Дана жена, Цветна пијаца поводом Светског дана заштите животне средине, продајна изложба поводом Дана школе, изложбе на Пролећном карневалу и друге.
Догађаји основне и средње школе „Мара Мандић”:
- Дан матерњег језика
- Дан физичке активности
- Дани дефектолога
- Дани Вајферта
- Дан планете Земље
- Дан изазова
- Дан без дуванског дима
- Дан слепих мишева
- Дан заљубљених
- Европски Дан науке
- Европски дан језика
- Међународни дан особа са инвалидитетом
- Међународни дан слепих и слабовидих
- Међународни дан солидарности
- Светски дан волонтера
- Светски дан игре
- Светски дан против лова
- Светски дан здраве хране
- Светски дан лептира
- Светски дан делфина
- Светски дан пчела
- Светски дан метеорологије
- Светски поморски дан
- Светски дан образовања о заштити животне средине
- Светски дан особа са аутизмом
- Светски дан особа са Дауновим синдромом
- Светски дан менталног здравља
- Светски дан здравља
- Светски дан прашуме
- Светски дан књиге
- Школска слава Свети Сава
- Сајам аутомобила
- Сајам књига
- Сајам спорта
- Меморијални турнир „Максим Симић”
- Радионица „Трговина људима”
- Радионица „Прихвати ме”
- Радионица „Аутизам и комуникација”
- Радионице поводом Дечије недеље
- Пројект „Покренимо нашу децу”
- Манифестација „Пролећни дани”
- Фестивал луткарства